# Linda Saif
Linda J. Saif (Columbus, Ohio, 1947) és una científica microbiana estatunidenca. És una becària Fulbright i membre de l'Acadèmia Nacional de Ciències.

## Biografia
Saif va créixer a Ohio i va estar exposada a l'agricultura des d'una edat primerenca al temps transcorregut a la granja dels seus avis. Va assistir a la universitat privada d'arts liberals del Col·legi de Wooster el 1965 i es va graduar amb honors en biologia el 1969. Després, va assistir breument a la Universitat Case Western Reserve abans d'assistir a la Universitat Estatal d'Ohio el 1970 per completar el seu màster en ciències en Microbiologia i Immunologia. Després va realitzar un doctorat en la Universitat Estatal d'Ohio i va finalitzar el 1976.
Va estudiar la primera manifestació del SARS-CoV amb l'Organització Mundial de la Salut el 2003.
Al 2015, es va convertir en la primera dona en rebre el premi Wolf en Agricultura per la seva investigació en virologia e immunologia. Més tard, Saif va ingressar a l'Acadèmia Nacional d'Inventors (NAI per les seves sigles en anglès) el 2017.